# To the Stars (entreprise)
To the Stars... Academy of Arts & Sciences (généralement raccourci par To the Stars ou l'acronyme TTSA) est une entreprise cofondée par Tom DeLonge, guitariste de Blink-182 et Angels and Airwaves; l'ingénieur et parapsychologue Harold E. Puthoff (en), et Jim Semivan, un ancien agent de renseignement de la CIA. L'entreprise est composée d'une division aérospatiale, scientifique et divertissement.

## Histoire
L'entreprise est fondée en 2017 comme entreprise à but public (en) par Harold E. Puthoff, Tom DeLonge et Jim Semivan, Elle est basée à Las Vegas.
Tom DeLonge a déclaré qu'il avait quitté son groupe Blink-182 parce qu'il voulait se concentrer sur « la mise en place des fondations pour créer un véhicule pour la divulgation du phénomène OVNI ».

## Activités
En 2017, To the Stars publie trois vidéos réalisées par des pilotes de la marine américaine prises lors de l'incident OVNI du USS Nimitz en 2004 et des incidents de 2014 à 2015 de l'USS Theodore Roosevelt,,.
Pour le professeur de journalisme Keith Kloor (en), « en somme, DeLonge prétend qu'il est le vaisseau choisi par l'armée pour la divulgation d'OVNIS ».

## Employés
Luis Elizondo, ex-agent du renseignement militaire américain qui affirme avoir dirigé le programme de recherche sur les phénomènes aérospatiaux non identifiés (PAN) Advanced Aerospace Threat Identification Program (AATIP), rejoint l'organisation en 2017 et y officie comme directeur de la sécurité globale et des programmes spéciaux,,. C'est lui qui dirige la publication de trois vidéos de PAN en 2017. L'ex-haut fonctionnaire de la défense Christopher Mellon (en) est conseiller de To the Stars en matière de sécurité nationale,.